# Künigl (Adelsgeschlecht)
Die Künigl von Ehrenburg (auch Kinigl) sind ein uradeliges Tiroler Rittergeschlecht, das 1563 in den Freiherrn- und 1662 in den Grafenstand erhoben wurde. Nachkommen der Tiroler und der Böhmischen Linie leben heute u. a. in Südtirol und Österreich.

## Anfänge

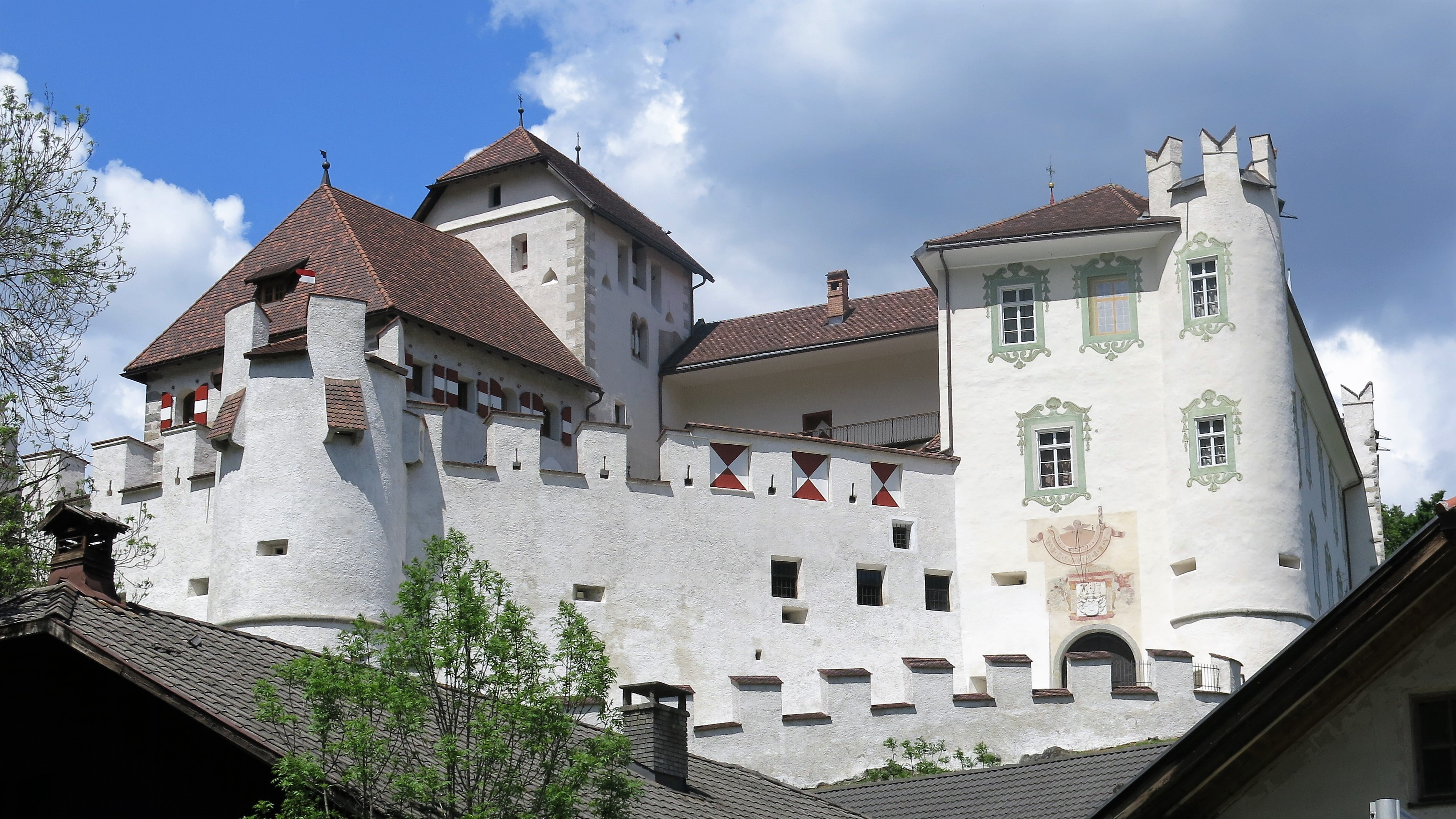
Schloss Ehrenburg

Als erster Vorfahr tritt 1018 Rudolph von Castelruth auf. Die Chunig oder Künig führten ursprünglich das Prädikat „von Kiens“. Rudolph Kunig von Ehrenburg (1145–1224) nannte sich nach der Ehrenburg in Südtirol. Mit Stefan Künigl von Ehrenburg († 1411) beginnt die ununterbrochene Stammlinie dieses Geschlechtes. Die Familie stellte ab dem 15. bzw. 16. Jahrhundert einige Priester und Domherren und mit Kaspar Ignaz seit 1702 den Fürstbischof von Brixen. Kaspar II. war Statthalter des Fürstentums Brixen, Vizestatthalter in Innsbruck. 
Der Sohn von Kaspar, Bernhard II. Künigl war zuerst Domherr zu Brixen/Trient (lt. BKLÖ), nachdem alle seine Brüder kinderlos starben, heiratete er 1551 mit päpstlicher Erlaubnis um die Linie fortzusetzen, 1563 wurde er Freiherr „von Ehrenburg“. Johann Georg war Landeshauptmann in Tirol, dessen Sohn Johann Georg Sebastian ebenfalls. Dieser begründete die Tirolische Linie, sein Sohn Leopold Josef die Böhmische Linie, welche beide bis heute bestehen. Seit der Belehnung des Veit Freiherr Künigl zu Ehrenburg und Warth 1650 mit dem Erblandtruchsess, hatten die Künigl dieses Tiroler Erblandesamt inne.
Mitglieder der Familie erreichten 1630 die Landstandschaft von Kärnten, Leopold Joseph Graf Künigl (1688–1727) wurde 1713 böhmischer Graf, Leopold Franz Joseph Graf Künigl (1726–1813) wurde 1812 in die bayrische Grafenklasse immatrikuliert. Das bedeutsame Adelsarchiv Künigl wurde bereits in den 1990er-Jahren an das Südtiroler Landesarchiv veräußert. Aufgrund Erbschaftsangelegenheiten verkauften die Künigl 2010 nach einer längeren öffentlichen Diskussion Schloss Ehrenburg an einen Südtiroler Unternehmer.

## Standeserhöhungen und Hofämter
- Kaiserliche Wappenbesserung in Regensburg am 24. August 1532 für Caspar Kunigl von Ehrenburg, kaiserlicher Rat und Hofmarschall
- Wappenvereinigung mit dem der erloschenen von Weinegg und Belehnung mit deren Burg Warth in Eppan 1536
- Reichsfreiherrnstand als „Freiherrn von Ehrenburg und Warth“, Wien, am 25. August 1563, für Bernhard Khinigl von Ehrenburg
- Erbtruchseß von Tirol 1650 für Veit Ernst (1595–1664)
- Erbländisch-österreichischer Grafenstand als „Grafen zu Ehrenburg, Freiherrn zu Warth“, Innsbruck, am 4. Mai 1662, durch Erzherzog Ferdinand Carl von Österreich-Tirol für dessen Oberstkämmerer Veit Khinigl Freiherrn von Ehrenburg und Warth

## Wappen

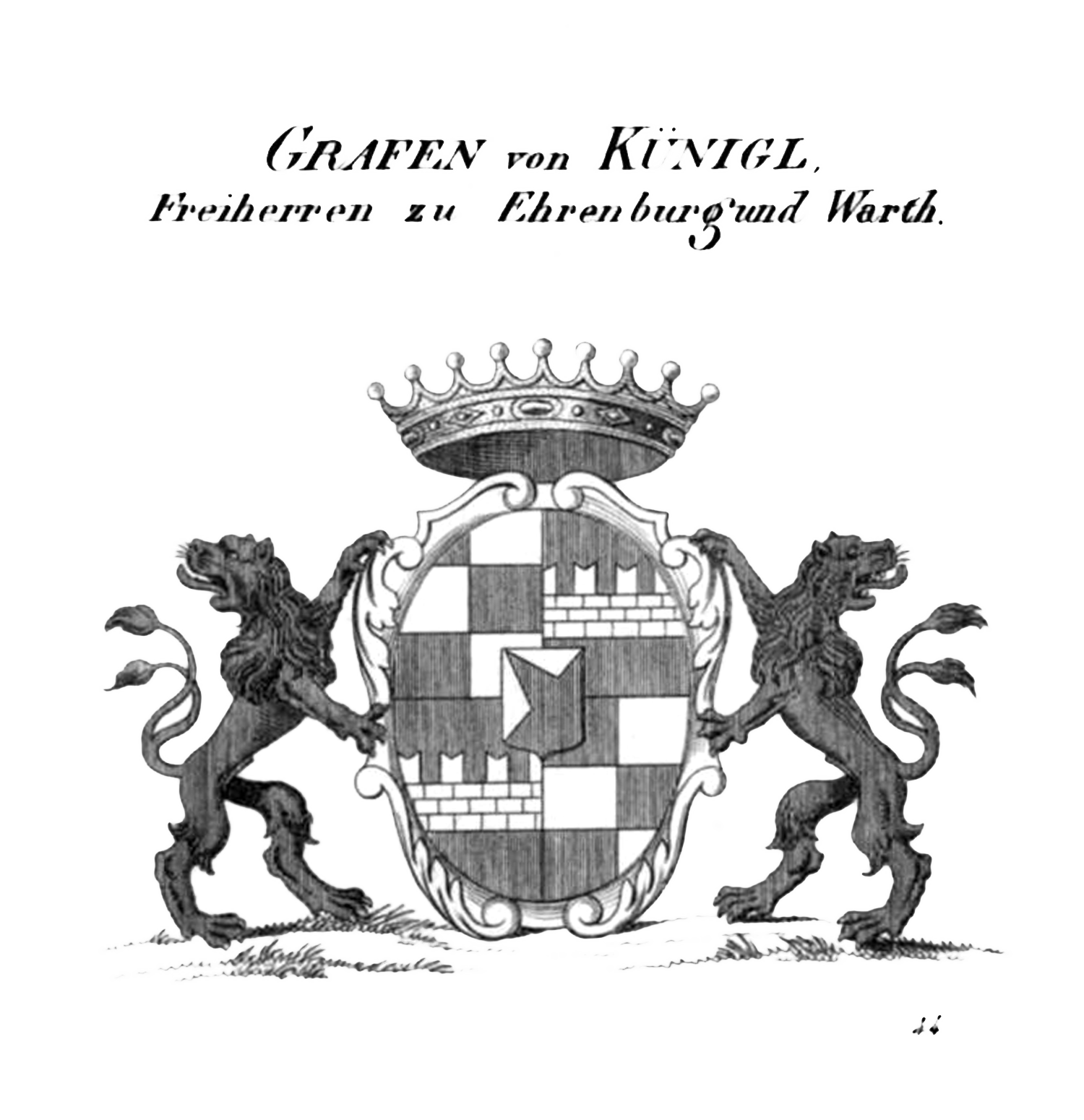
Wappen der Grafen Künigl, Freiherrn von Ehrenburg und Warth

### Stammwappen
Das Stammwappen ist von Silber und Rot schräglinks (auch schrägrechts) geteilt und mit einer aus der roten Hälfte schräg hervorgehenden, roten Spitze. Auf dem Helm mit rot-silbernen Helmdecken  ein wie der Schild bezeichneter Flug.

### Wappen von 1536
Ferdinand I. erlaubte Kaspar II. Künigl von Ehrenburg 1536 das Wappen der erloschenen Weinegger zu führen.
Schild geviert, 1 und 4 von Rot und Silber der Länge nach geteilt, mit einem Querbalken von gewechselten Farben, und 2 und 3 in Rot ein silberner mit schwarzen Mauerstrichen versehener, oben viermal gezinnter Querbalken, (Wappen derer von Weinegg). Mittelschild das Stammwappen der Künigl, Helmen, Helmzier? Helmdecken Silber-Rot

### Freiherrnwappen
Wappen von 1536, Freiherrnkrone mit zwei Helmen, Helmzier? Helmdecken Silber-Rot

### Gräfliches Wappen
Freiherrnwappen mit der Grafenkrone, darauf drei Helme mit goldenen Halskleinoden: die rechte Helmzier zwei dreigeteilte rot-silberne Büffelhörner in verwechselter Farbe, die mittlere ein offener Flug schräggeteilt unten Rot mit roter Spitze, oben Silber, und die linke ein bezinnter Turm mit einer wachsenden roten einwärts blickenden Bracke mit ausgestreckter Zunge. Helmdecken Rot-Silber.

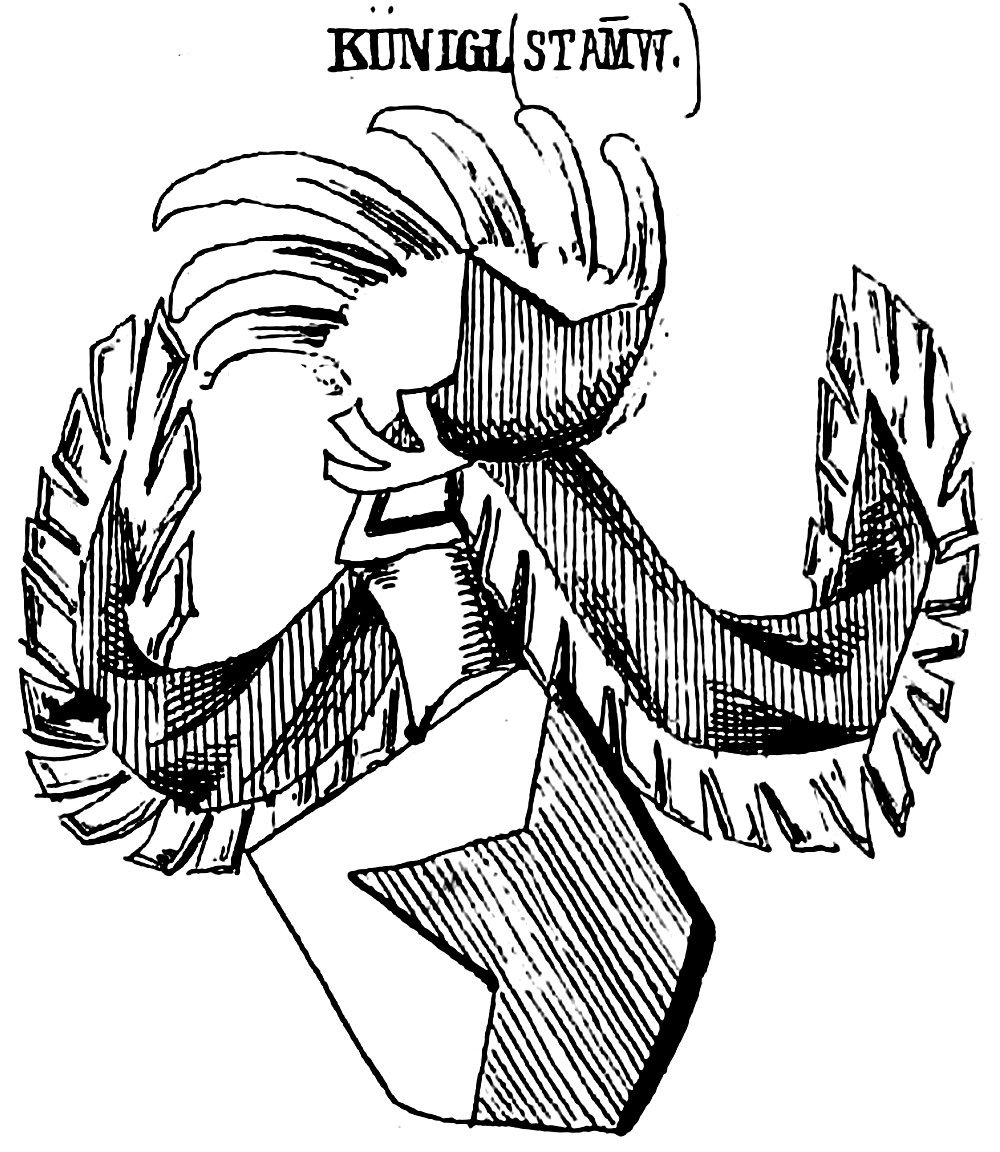
Stammwappen derer von Künigl
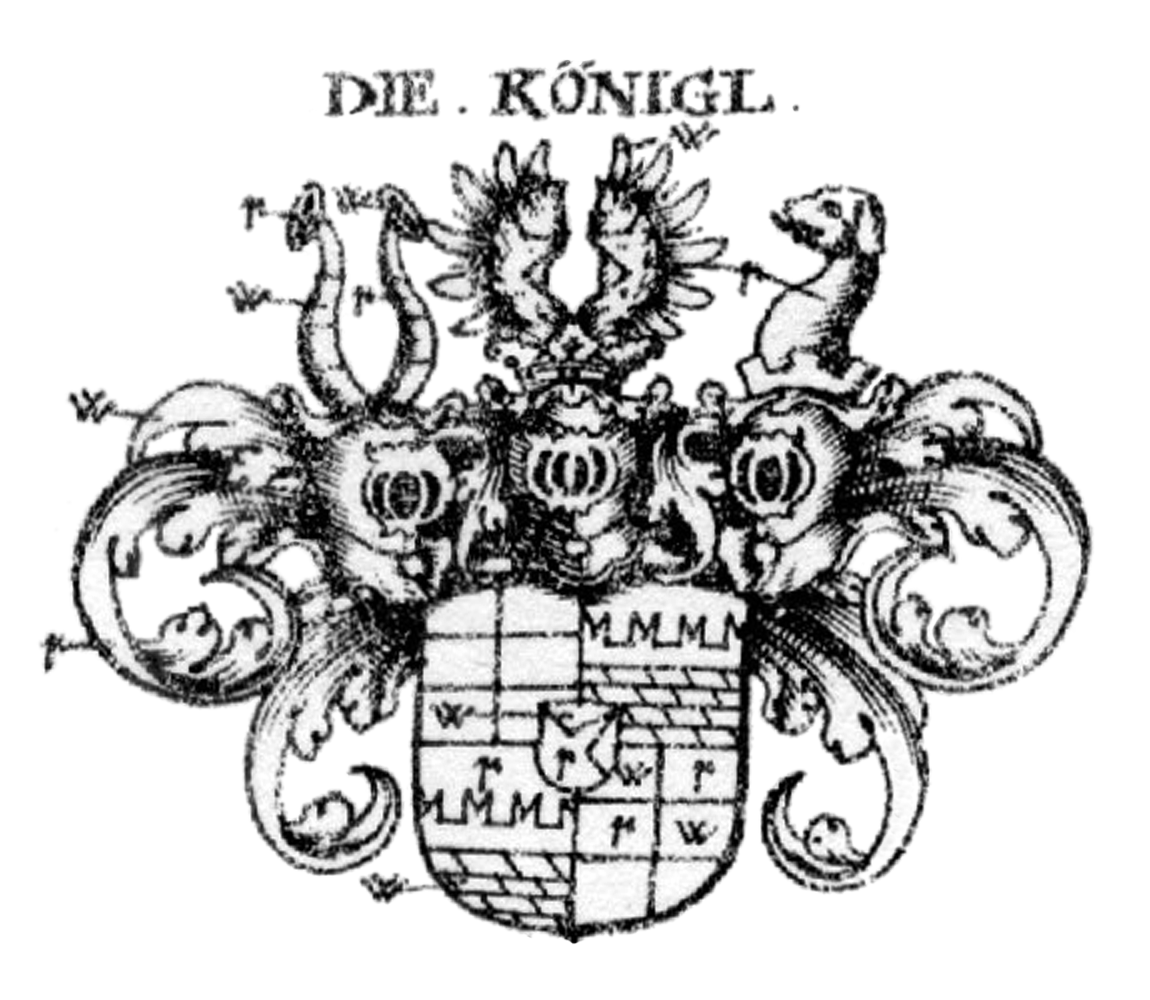
Wappen der Künigl (Königl)
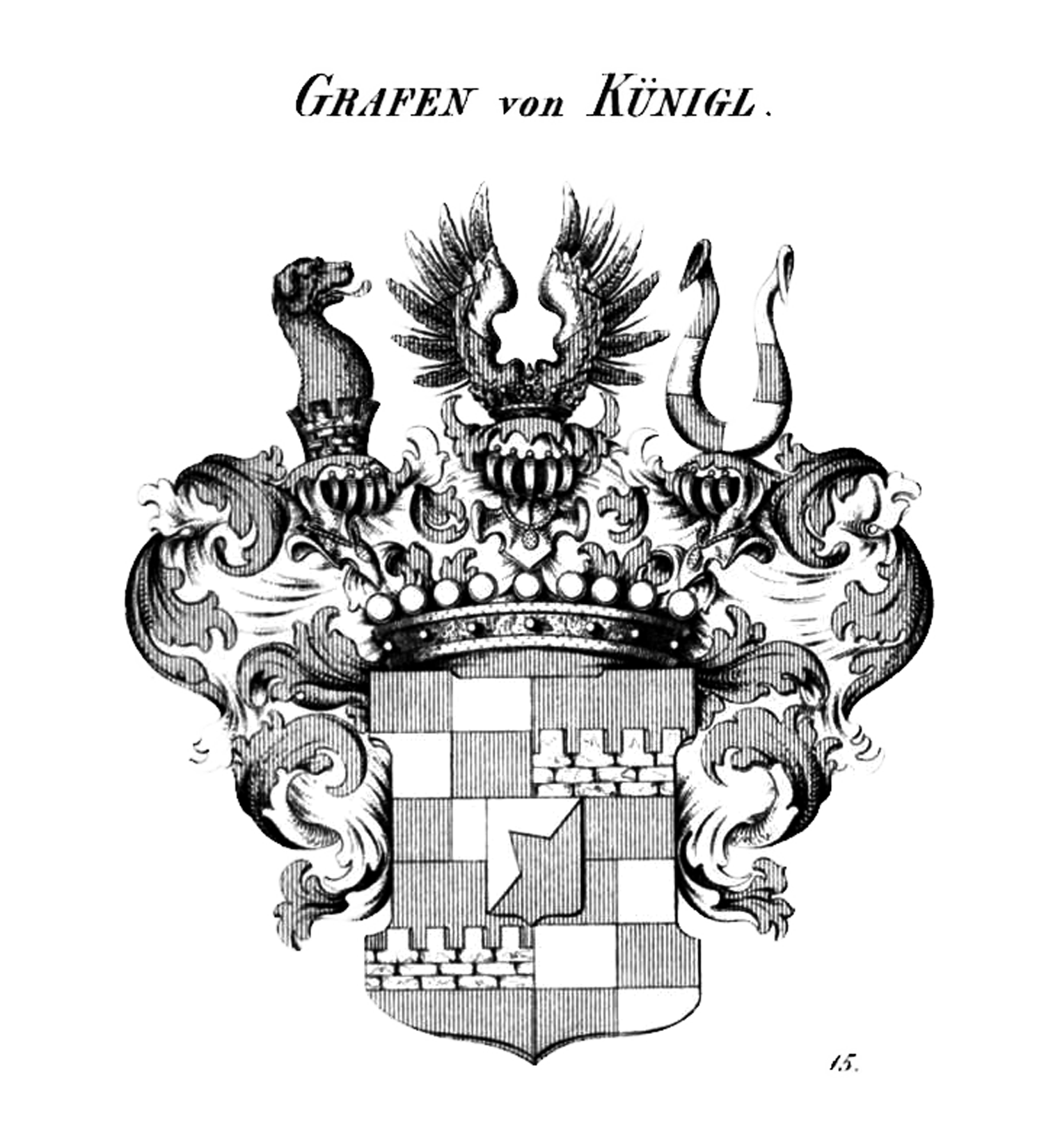
Wappen der Grafen Künigl
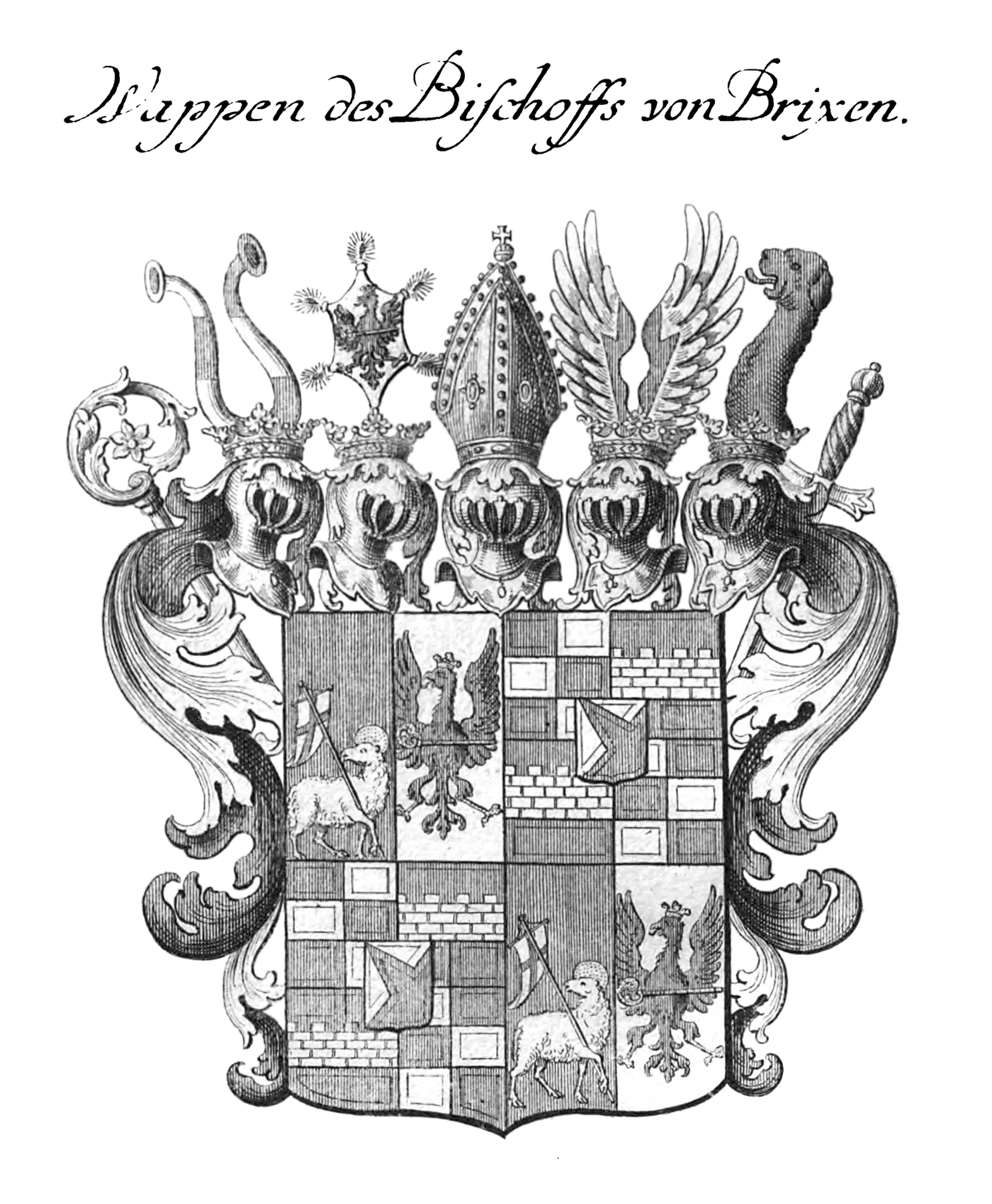
Wappen von Kaspar Ignaz Graf Künigl, Bischof von Brixen (1731)

## Persönlichkeiten
- Kaspar II. (1481–1541), fürstbischöflich Trienter Obersthofmeister und später kais. Rat, Statthalter des Fürstentums Brixen, Vizestatthalter in Innsbruck
- Barbara Künigl (?–1492), 1472–1492 Äbtissin des Benediktinerinnenstifts Sonnenburg

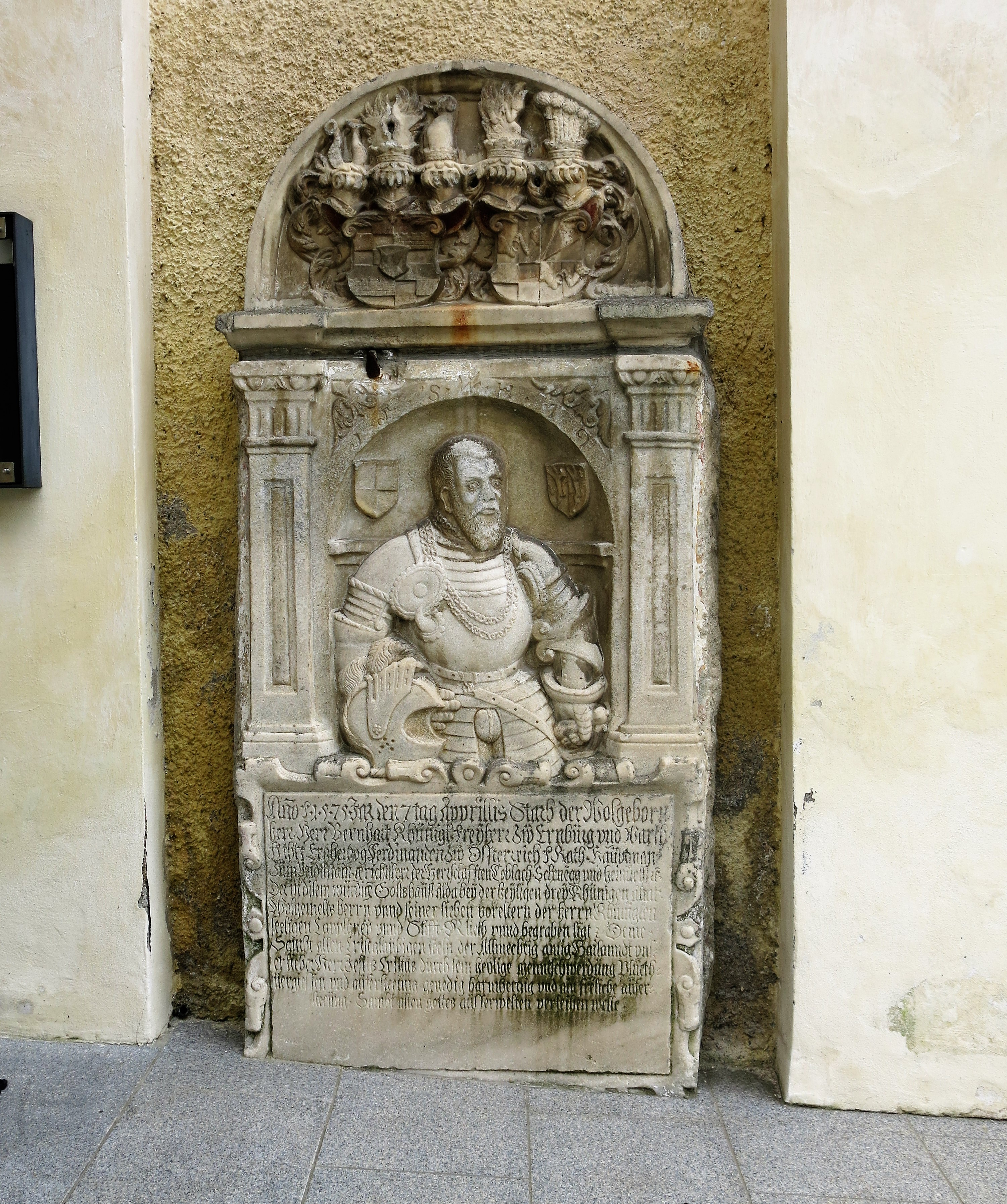
Bernhard II. Künigl (?–1573), zuerst Domherr zu Brixen/Trient, heiratete 1551, erster Freiherr „von Ehrenburg“
- Veit Ernst (1595–1664), seit 1646 Oberst-Truchseß von Tirol, seit 1662 Reichsgraf
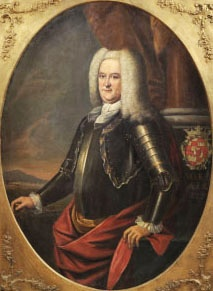
Johann Georg Graf von Künigl (1628–1697), k.k. Geheimer Rat und Landeshauptmann in Tirol
- Sebastian Johann Georg Graf von Künigl (oder Sebastian Johann Georg, 1663–1739), k.k. Geheimer Rat und Landeshauptmann in Tirol
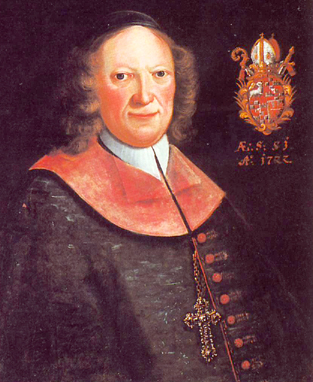
Kaspar Ignaz von Künigl (1671–1747), Fürstbischof von Brixen
- Johann Philipp Nerius Joseph (1696–1770), Oberst Küchenmeister von Maria Theresia, Ritter des Goldenen Vlies, Obristhofmeister der jüngeren Erzherzoge
- Alexander Josef (1704–1781), Kammerherr der Kaiserin Elisabeth, Obristjägermeister in Tirol und k.k. w. Geh. Rat
- Leopold Franz Joseph (1726–1813), k.k. Geh. Rat, Vizepräsident des Oberösterreichischen Guberniums in Innsbruck
- Leopold Philipp (1764–1851?), k.k. Geh. Rat, fürstl. Salzburger Obristjägermeister
- Ferdinand Felix (1805–?) k.k. Major in d. A.
- Hermann Peter von Künigl (1765–1853), k.k. Hauptmann des 3. Artillerie-Regiments, zuletzt Feldzeugmeister  - Epitaph für Bernhard Künigl Freiherr zu Ehrenburg
  - Sebastian Johann Georg Graf von Künigl
  - Kaspar Ignaz von Künigl Fürstbischof von Brixen